# Friedrich Wilhelm Kücken

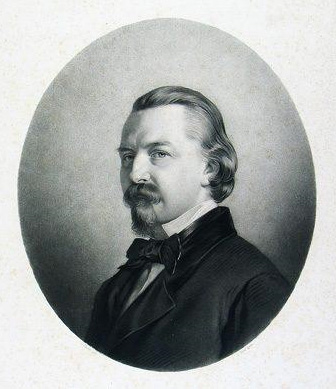
Friedrich Wilhelm Kücken

Friedrich Wilhelm Kücken (* 16. November 1810 in Bleckede, ab 1814 im Königreich Hannover; † 3. April 1882 in Schwerin) war ein deutscher Musiker und Komponist der Romantik.

## Leben
Friedrich Wilhelm Kücken erhielt zuerst von seinem Vater, der als Scharfrichter tätig war, Unterricht auf Flöte, Violine und Klavier. Mit 15 Jahren wurde er in Schwerin Schüler von Friedrich Lührss, dem Schwiegersohn seines Vaters und Vater des Komponisten Carl Lührss.
1829 verließ Kücken Schwerin zunächst nach Hamburg, wo er seine ersten Lieder und Klavier-Duos schrieb. Von 1836 bis 1843 studierte Kücken in Berlin Komposition und Gesang und war in dieser Zeit auch Mitglied der Sing-Akademie zu Berlin. Er komponierte weitere Duos für Piano und Violine (op. 12, 13, 16, 90).
1843 ging Kücken in die Schweiz, nach Paris und 1847 nach Stuttgart, wo er seine Oper Der Prätendent zur Aufführung brachte und von 1851 – zunächst neben Peter Joseph von Lindpaintner, später alleinig – bis 1861 das Amt des Hofkapellmeisters bekleidete und sich große Verdienste erwarb. Oper und Orchester verwaltete er fast selbständig. Giacomo Meyerbeer sagte von ihm: „Ich habe nie einen Dirigenten gefunden, der sorgfältiger einstudiert und so leicht und richtig musikalische Intentionen Anderer aufzufassen versteht, als der Kapellmeister Kücken.“
1862 gab Kücken seine Stellung in Stuttgart auf und ging wieder nach Schwerin.
1885 wurde vor seinem ehemaligen Wohnhaus, das er als Kückenstiftung zur Unterstützung junger mittelloser Musiker hinterlassen hatte, ein heute noch bestehendes Denkmal mit Marmorbüste nach Entwurf des Bildhauers Ludwig Brunow errichtet.
Kücken vertonte zahlreiche zeitgenössische Liedertexte, schuf Klavier-, Chor- und Bühnenwerke. Seine Lieder erschienen in zahlreiche Sprachen übersetzt und waren international, vor allem in den USA, stark verbreitet. Das heute noch bekannteste und zum Volksgut gewordene ist wohl: Ach wie ist’s möglich dann, dass ich dich lassen kann nach einem Text von Helmina von Chézy.

## Werke

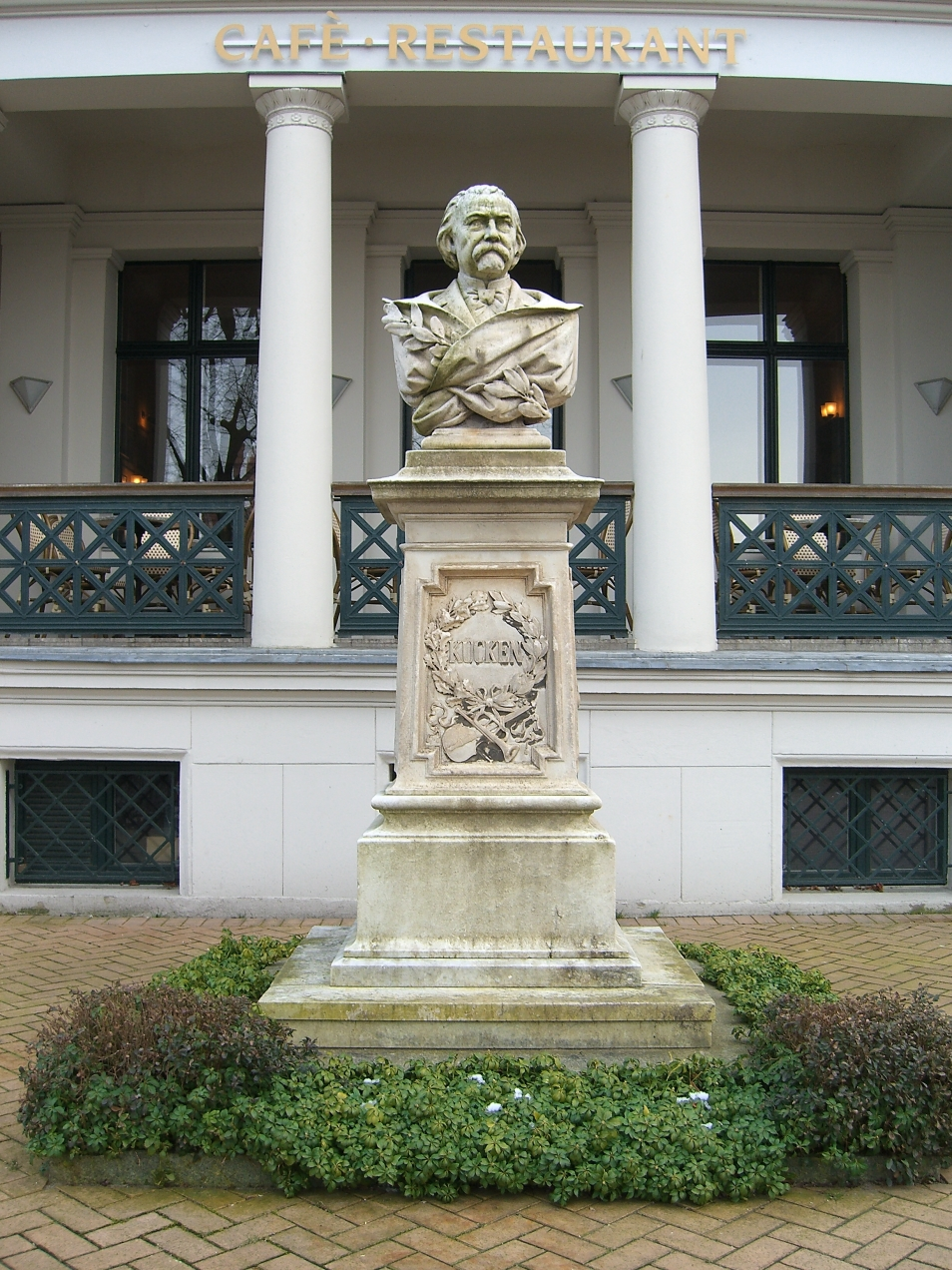
Denkmal F. W. Kücken in Schwerin 1885

### Lieder
- Loreley: Ballade; Gedicht von H. Heine für eine Bass-Stimme mit Begleitung des Pianoforte, Op. 3.
- 6 Lieder Op. 14 für eine Singstimme mit Begleitung der Gitarre

1. Schlummerlied
2. Wanderlied
3. Die Erwartung
4. Altes Liebeslied
5. Der Kuss
6. Frühlingsreigen

- Tragödie. Gedicht in drei Abtheilungen von H. Heine f. e. Singstimme m. Begl. d. Pianoforte, Op. 10
- Barcarole: Treibe Schifflein, Op. 15 Nr. 2.
- Zwölf Duette für zwei Singstimmen mit Klavier-Begleitung: Op. 8, 15, 21, 30.
- Die Fischer: Es wehen vom Ufer die Lüfte; für 2 Singstimmen mit Klavierbegleitung.
- „Ach, wie ist’s möglich dann“, Text Helmina von Chézy.
- „Wer will unter die Soldaten“, Text Friedrich Güll
- Quartette für Männerstimmen, Op. 22

1. Des Morgens, wenn die Hähne krähen
2. Ruhe süss Liebchen im Schatten
3. Hinaus in Waldesgrün
4. Herr Vetter, o Herr Vetter!

- 5-stimmige Lieder für Sopran, Alt, Tenor und Bass, Op. 25, Berlin, Trautwein

1. Wenn Veilchen blau
2. Horch! die Lerch im Aetherblau
3. Su su Puthöneken
4. Er steiget auf die Alma
5. Spazieren wollt´ ich reiten

- 5 Lieder Op. 34

1. Nr. 1: Du wunderholde Maid!
2. Nr. 2: Das Mädchen von Judah
3. Nr. 3: Abschied
4. Nr. 4: Die Rose
5. Nr. 5: Schlummerlied

- 4-stimmige Motette für Soprano I, Soprano II, Tenore und Basso, Op. 66

Mache dich auf! Werde Licht!

### Klavierwerke
- Grande Polonaise Brillante, Op. 4 für Klavier zu 4 Händen
- Zehn kleine Charakterstücke für Klavier, op. 113 (Neuausgabe Edition Massonneau 2014)
- Deux duos en forme des sonates pour pianoforte et violon concertant ou violoncelle ou flûte, Op. 16
- Große Sonate für Pianoforte und Violine, Op. 90, auch als Duo en forme de Sonate für Klavier und Violoncello erschienen

### Bühnenwerke
- Die Flucht nach der Schweiz (Libretto Carl Blum), Oper in einem Akt Op. 24 (UA 26. Februar 1839 Berlin).
- Der Prätendent (Libretto Carl Philipp Berger), romantisch-komische Oper in drei Akten (UA 21. April 1847 Stuttgart).
- Maienzauber (Libretto Gustav von Putlitz),
- Festspiel (UA 1864 Schwerin).

### Orchesterwerke
- Waldleben, Konzertouvertüre für großes Orchester, op. 79 (Neuausgabe Edition Massonneau 2017)